# Maramureș
Maramureș er et historisk område delt mellem Rumænien og Ukraine.
I moderne Rumænien bruger man ofte navnet til at betegne Maramureș distrikt og Satu Mare distrikt, det nordvestlige område af Transsylvanien. Kortet viser det "traditionele Maramureș" der blev delt efter det Habsburgske monarki forsvandt i 1918. Den nordlige del var mest befolket af ukrainere, den sydlige af rumænere med et ungarsk mindretal.
Maramureș blev besat af Ungarn under 2. verdenskrig.

47°57′N 23°39′Ø / 47.95°N 23.65°Ø